# Aellopos tantalus
Aellopos tantalus är en fjärilsart som beskrevs av Augustus Radcliffe Grote 1874. Aellopos tantalus ingår i släktet Aellopos och familjen svärmare. Inga underarter finns listade i Catalogue of Life.